# Martine Taelman
Martine Taelman (Lier, 19 juli 1965) is een Belgisch politica voor Open Vld. 

## Levensloop
Ze is de dochter van voormalig Kamerlid en burgemeester van Bouwel Willy Taelman. Ze behaalde in 1988 het diploma van licentiate in de rechten aan de Universiteit Gent en vervolgens behaalde ze in 1989 een certificaat internationaal recht aan de Université de Paris. Nadien werkte Martine Taelman twee jaar als adviseur bij de deputatie van de provincie Antwerpen en in 1991 ging zij aan de slag als advocate. Sinds 2010 is zij zaakvoerder van een professioneel schoonmaakbedrijf.
Ze trad in de politieke voetsporen van haar vader. In juni 1999 werd ze voor de liberale VLD als rechtstreeks gekozen senator verkozen in de Senaat, waar ze actief was in de commissies Justitie en Institutionele Hervormingen. Taelman zetelde er tot in mei 2003 en was vervolgens van 2003 tot 2007 lid van de Kamer van volksvertegenwoordigers voor de kieskring Antwerpen. Bij de verkiezingen van juni 2007 werd ze niet herkozen, waarna ze van 2007 tot 2010 als gecoöpteerd senator in de Senaat zetelde. Ze werd er opnieuw actief in de commissie Justitie, waarvan ze van januari tot mei 2010 voorzitter was. Van 2010 tot 2014 was ze opnieuw rechtstreeks gekozen senator en van 2013 tot 2014 was ze Open Vld-fractieleidster in de Senaat. Bij de verkiezingen van 25 mei 2014 werd ze verkozen tot lid van het Vlaams Parlement, waar ze ging zetelen in de commissies Welzijn, Volksgezondheid en Gezin. Haar partij stuurde haar vervolgens als deelstaatsenator naar de hervormde Senaat, waar ze bleef zetelen tot in december 2018. Bij de Vlaamse verkiezingen van 26 mei 2019 stond ze als laatste opvolger op de lijst, wat het einde van haar nationale politieke loopbaan betekende.
Sinds 2001 is Taelman eveneens gemeenteraadslid van Grobbendonk. Van 2001 tot 2012 was ze er eerste schepen en sinds januari 2019 is ze er schepen van Welzijn en Personeelszaken en voorzitter van het Bijzonder comité voor de sociale dienst. Eveneens was ze van 2007 tot 2012 lid van de raad van bestuur van het Onderwijssecretariaat van de Steden en Gemeenten van de Vlaamse Gemeenschap (OVSG).  
Op 5 juni 2007 werd ze Ridder in de Leopoldsorde. Ze is getrouwd en heeft twee kinderen.